# Президент Объединённых Арабских Эмиратов
Президе́нт Объединённых Ара́бских Эмира́тов, (араб. رئيس الإمارات العربية المتحدة‎) или Раи́с (араб.  رَئِيْس‎) — глава государства в Объединённых Арабских Эмиратах (ОАЭ).

## Описание
Президент и вице-президент избираются каждые пять лет Федеральным высшим советом. Хотя премьер-министр ОАЭ официально назначается президентом, каждый вице-президент ОАЭ одновременно является премьер-министром. Как правило, правитель эмирата Абу-Даби занимает пост президента, а правитель эмирата Дубай — пост вице-президента и премьер-министра. В связи с этим, эта должность де-факто является наследственной. Президент также является верховным главнокомандующим вооружёнными силами ОАЭ.

## История
Шейху Заиду ибн Султану Аль Нахайяну приписывали объединение семи эмиратов в одну нацию. Он был первым президентом ОАЭ с момента её образования и до своей смерти 2 ноября 2004 года. Наследником стал его сын, шейх Халифа ибн Заид Аль Нахайян, который умер в должности 13 мая 2022 года. После смерти брата шейх Мухаммад ибн Заид Аль Нахайян был избран Федеральным верховным советом 14 мая 2022 года третьим президентом ОАЭ.

## Полномочия
Президент ОАЭ:
- председательствует в Высшем совете Федерации и осуществляет руководство проходящими в нем дебатами;
- председательствует в Высшем совете Федерации во время заседаний и закрывает его заседания согласно процедурным правилам, которые Совет принимает в форме Внутреннего регламента. В обязанности Президента Федерации входит созыв Совета на заседания, когда об этом ходатайствует один из членов Совета;
- созывает Высший совет Федерации и Совет министров Федерации на совместные заседания, когда этого требует необходимость;
- подписывает законы, указы и решения, которые утверждает Высший совет Федерации, и обнародует их;
- с согласия Высшего совета Федерации назначает Председателя Совета министров, принимает его отставку и освобождает его от исполнения соответствующих обязанностей. Президент также назначает заместителя Председателя Совета министров и министров, а также принимает их отставку и освобождает их от обязанностей по представлению Председателя Совета министров Федерации;
- назначает дипломатических представителей Федерации в иностранных государствах и иных высших должностных лиц, как гражданских, так и военных (кроме Председателя и судей Федерального Верховного суда), а также принимает их отставку и смещает их с занимаемых должностей с согласия Совета министров Федерации. Такие назначения, равно как и принятие отставок и отстранение от должностей, совершаются посредством издания указа в соответствии с положениями федеральных законов;
- подписывает верительные грамоты дипломатических представителей Федерации в иностранных государствах и принимает верительные грамоты дипломатических и консульских представителей иностранных государств, действующих на территории Федерации;
- осуществляет контроль и надзор за исполнением федеральных законов, указов и решений посредством Совета министров Федерации и соответствующих отраслевых министров;
- представляет Федерацию внутри страны и вне её как в отношениях с отдельными иностранными государствами, так и на международных форумах;
- осуществляет помилование, смягчает назначенные наказания и одобряет вынесенные смертные приговоры в соответствии с положениями настоящей Конституции и федеральных законов;
- присваивает награды, ордена и знаки отличия, как гражданские, так и военные, в соответствии со специальными законами;
- осуществляет иные правомочия, придаваемые ему Высшим советом Федерации либо закреплённые за ним согласно положениям настоящей Конституции или федеральных законов;
- возглавляет Высший совет ОАЭ и Высший совет ОАЭ по делам нефти.

## Список
| N | Портрет | Имя (годы жизни)                                                         | Нахождение в должности | Нахождение в должности           | Продолжительность | Эмират   |
| - | ------- | ------------------------------------------------------------------------ | ---------------------- | -------------------------------- | ----------------- | -------- |
| 1 |         | Заид ибн Султан Аль Нахайян زايد بن سلطان آل نهيان (1918—2004)           | 2 декабря 1971         | 2 ноября 2004 (умер в должности) | 32 года, 336 дней | Абу-Даби |
| — |         | Мактум ибн Рашид Аль Мактум مكتوم بن راشد آل مكتوم (1943—2006)           | 2 ноября 2004          | 3 ноября 2004                    | 1 день            | Дубай    |
| 2 |         | Халифа ибн Заид Аль Нахайян خليفة بن زايد آل نهيان (1948—2022)           | 3 ноября 2004          | 13 мая 2022 (умер в должности)   | 17 лет, 191 день  | Абу-Даби |
| — |         | Мохаммед ибн Рашид Аль Мактум محمد بن راشد بن سعيد آل مكتوم (род. 1949)  | 13 мая 2022            | 14 мая 2022                      | 1 день            | Дубай    |
| 3 |         | Мухаммад ибн Заид Аль Нахайян محمد بن زايد بن سلطان آل نهيان (род. 1961) | 14 мая 2022            | действующий                      | 3 года 88 дней    | Абу-Даби |

## Знаки отличия
(Президентский штандарт с 1973 по 2008 год)
(Президентский штандарт с 2008 года)

## Временная шкала

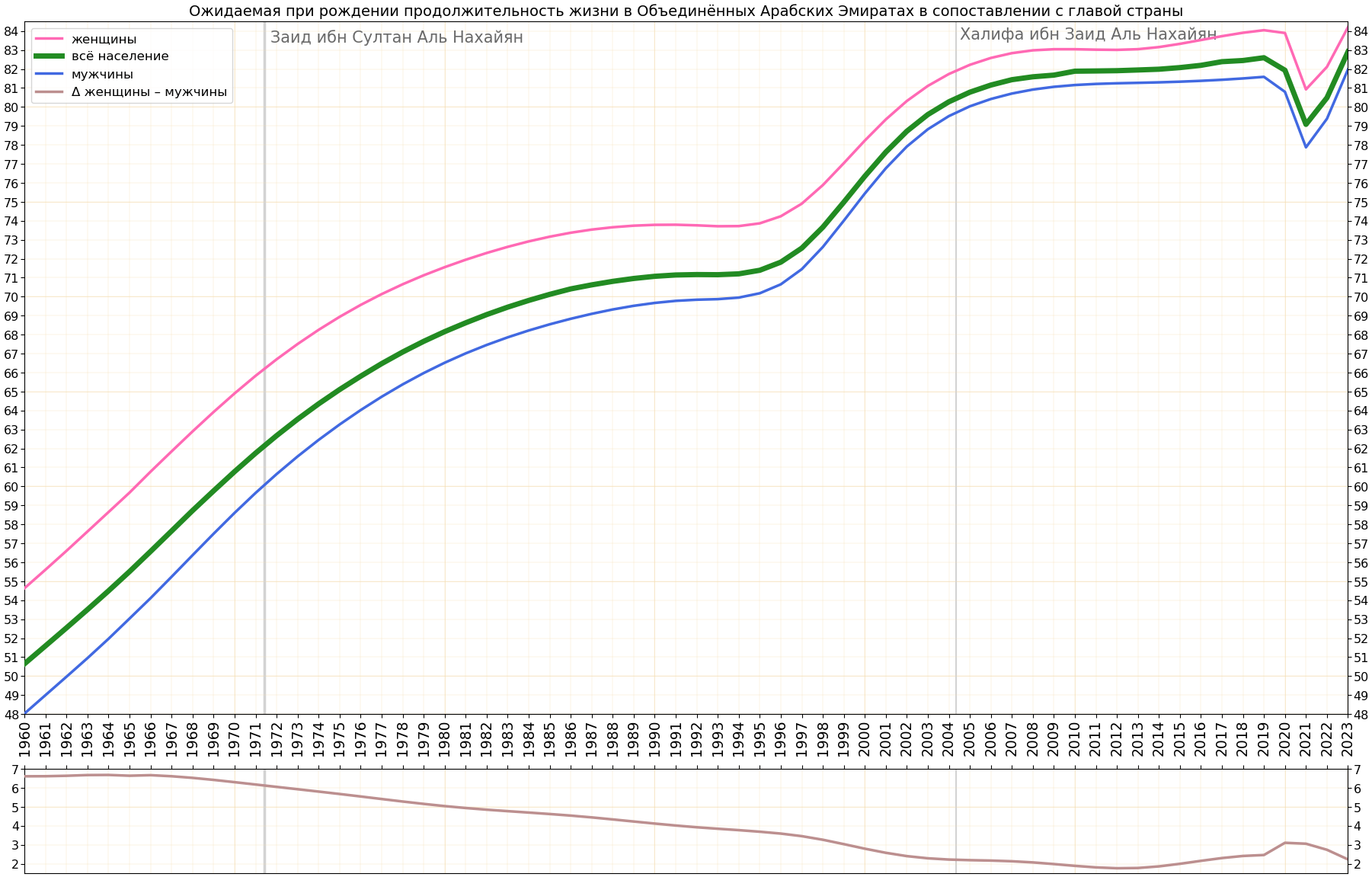
Изменение ожидаемой продолжительности жизни в ОАЭ при различных президентах